# Università degli Studi di Milano
L'Università degli Studi di Milano (in acronimo UniMi), anche nota colloquialmente come La Statale, è un'università pubblica fondata nel 1924. La sede centrale è situata nell'edificio rinascimentale della Ca' Granda a Milano, voluto dal duca di Milano Francesco Sforza.

## Storia

### Le origini e la fondazione

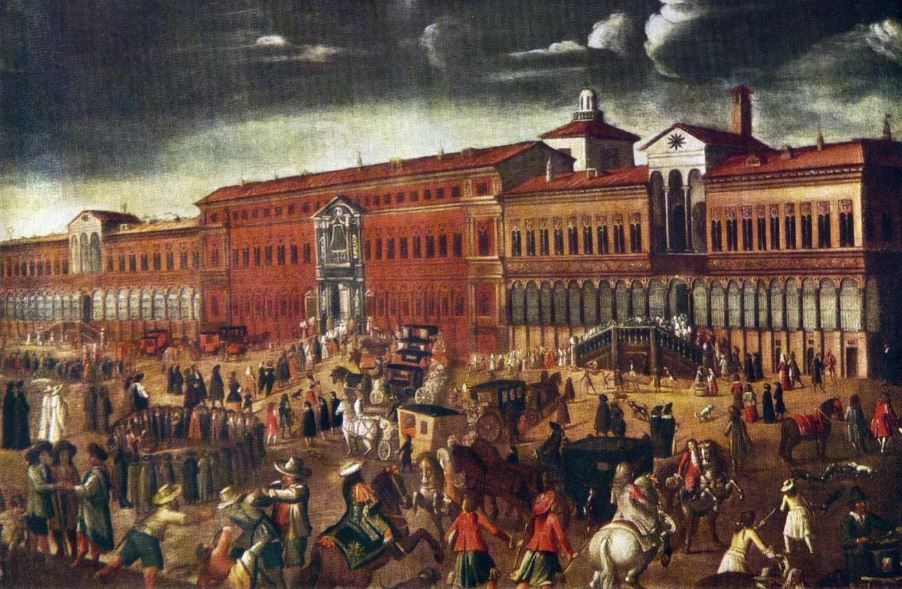
La Ca' Granda, all'epoca sede dell'Ospedale Maggiore di Milano, nel giorno della Festa del Perdono (fine del XVII secolo)

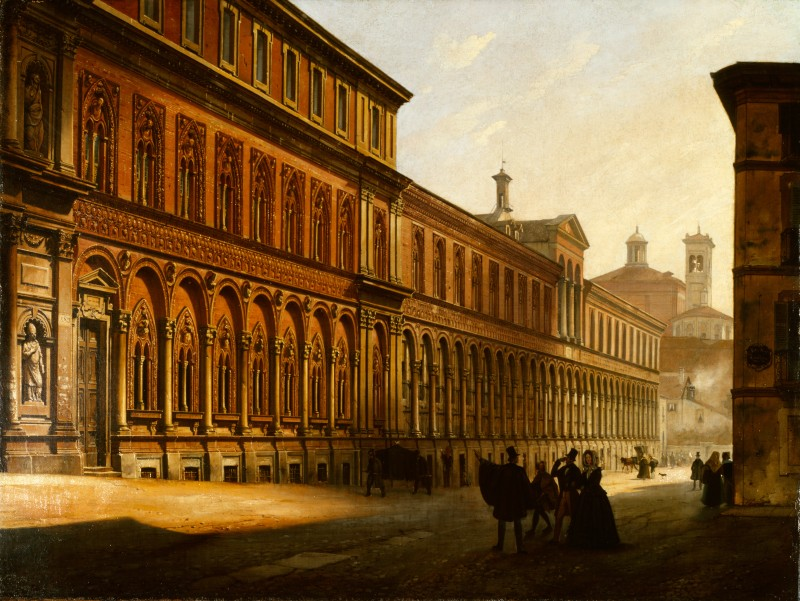
Luigi Premazzi, Veduta della Ca' Granda di Milano, 1842

L'Ateneo di Milano è relativamente giovane nel panorama italiano, in quanto la città di Milano faceva storicamente riferimento all'Università di Pavia, fondata nel XIV secolo.
Antecedente diretto della facoltà di lettere e filosofia dell'Ateneo fu l'Accademia scientifico-letteraria che, come il Regio Istituto tecnico superiore (l'attuale Politecnico) fu promossa dalla legge Casati del 1859. Principalmente finalizzata ai suoi esordi alla formazione degli insegnanti, anche se non mancarono le sollecitazioni, soprattutto a opera di Graziadio Isaia Ascoli, per accentuarne le funzioni più propriamente scientifiche, all'Accademia venne in seguito aggregata una scuola di lingue moderne.
Nel 1870 fu avviata un'altra istituzione destinata a far parte dell'Università degli Studi, la Scuola superiore di Agraria, il cui Statuto, oltre ai compiti didattici e formativi, ne sottolineava la funzione di "promuovere il progresso dell'agricoltura per mezzo di ricerche sperimentali".
Alla fondazione dell'Università degli Studi di Milano apre la strada la riforma Gentile del settembre 1923, che prendendo atto dell'incompatibilità tra facoltà medica pavese e Istituti clinici milanesi accorpa questi ultimi all'Accademia scientifico-letteraria entro una nuova università statale autonoma, rettore Luigi Mangiagalli. Essa inizialmente comprende solo la Facoltà di Lettere e Filosofia (antica Accademia scientifico-letteraria), nonché gli Istituti clinici di perfezionamento istituiti da Luigi Mangiagalli nel 1906, cui spettava il solo compito della formazione postlaurea, che già esercitavano.
Il 28 agosto 1923, presso la Prefettura, venne firmata la convenzione con cui si sancì la nascita dell'Università degli Studi di Milano, "completa" delle quattro Facoltà di:
- Giurisprudenza,
- Lettere e filosofia,
- Medicina e chirurgia,
- Scienze matematiche, naturali e di chimica industriale,

così come Mangiagalli l'aveva voluta.
Le attività dell'Università di Milano iniziano nel 1924. Primo magnifico rettore è Luigi Mangiagalli e l'inaugurazione dell'Università ha luogo l'8 dicembre 1924.
Successivamente vennero aggiunte le seguenti Facoltà:
- Medicina Veterinaria (1932)
- Agraria (1935)
- Farmacia (1970)
- Economia e Commercio (1993)
- Scienze matematiche, fisiche e naturali di Como (1993).

### La crescita fino alla guerra
Posta al servizio di una città di oltre un milione di abitanti, la nuova Università dovette subito far fronte ad esigenze superiori ai mezzi a disposizione. Se il reclutamento del corpo docente poteva contare, per Medicina e Lettere, sull'alto livello dei titolari delle cattedre già attivate presso gli Istituti clinici di perfezionamento e l'Accademia, con la facoltà di Giurisprudenza che si impose subito tra le più prestigiose del paese per il livello complessivo dei suoi docenti, più difficoltosa si presentava la formazione dell'organico del corpo docente per la Facoltà di Scienze.
Le maggiori carenze si riscontravano tuttavia nella disponibilità degli spazi, ben presto rivelatisi insufficienti per un ateneo che, partito il primo anno con 1419 iscritti, raggiunse nel 1928-29 le 1965 unità, ponendosi al quarto posto in Italia dopo Napoli, Roma e Padova.

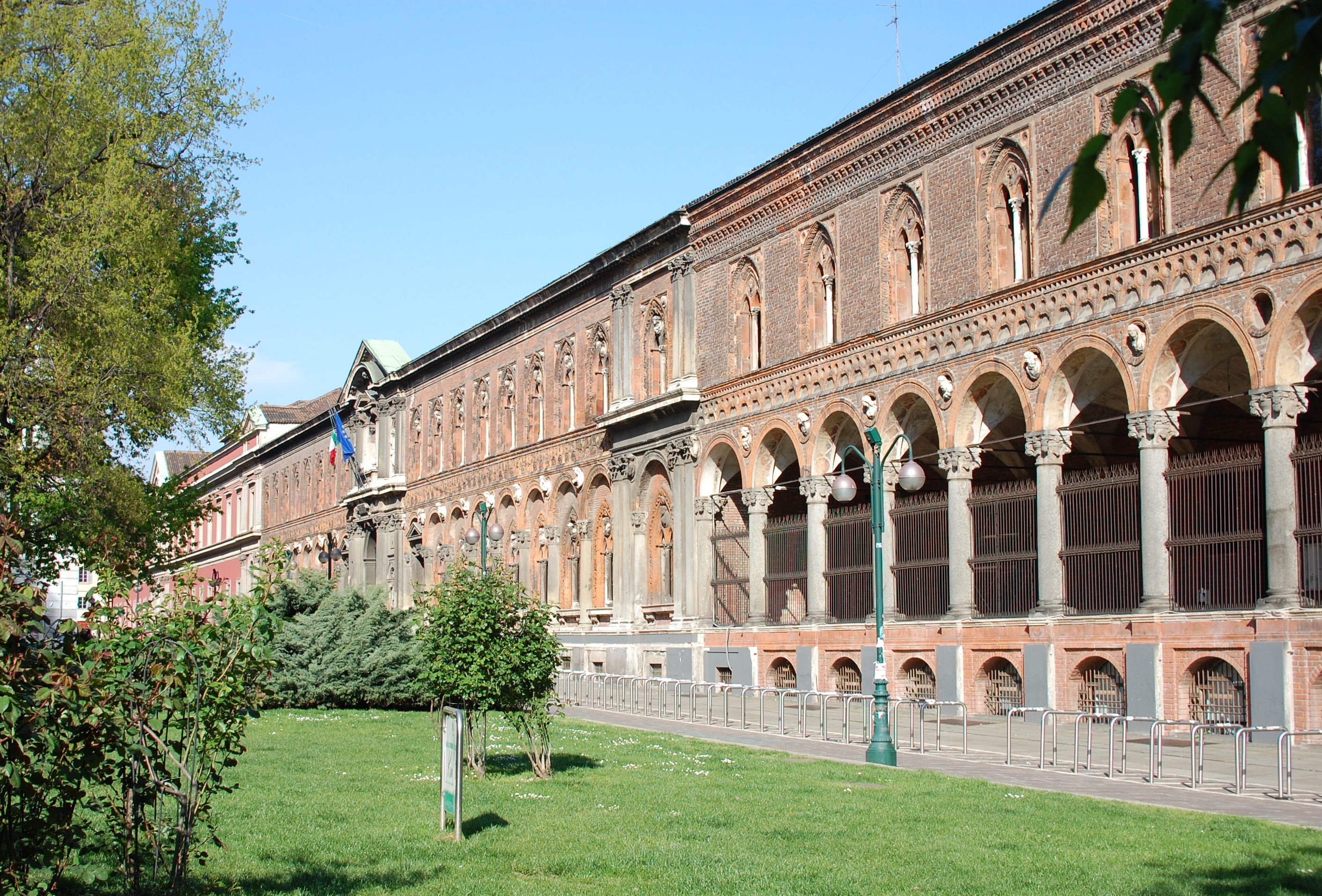
Facciata su via Festa del Perdono.

Nell'idea dei promotori l'Università avrebbe dovuto occupare edifici da costruire nel quartiere Città Studi progettato prima della prima guerra mondiale, e avere sede nel palazzo delle Scienze di via Saldini 50, ora sede del Dipartimento di Matematica "Federigo Enriques". Tuttavia, l'idea di raggruppare entro i confini della Città degli Studi tutte le facoltà "in una possente e gloriosa unità" ribadita da Mangiagalli nel 1926, alla vigilia della sua andata fuori ruolo, si rivelò ben presto inattuabile. Medicina poté continuare ad avvalersi del fondamentale appoggio delle strutture cliniche convenzionate, ma il rettorato e le due Facoltà umanistiche dovettero rinunciare a Città Studi per trovare collocazione in un palazzo del Comune in Corso di Porta Romana, nel centro della città.
L'ipotesi di destinare loro l'ospedale sforzesco venne già allora presa in considerazione, ma la sua realizzazione fu rimandata, in attesa della costruzione del nuovo grande nosocomio di Niguarda, che sarebbe iniziata solo nel 1931. Malgrado le difficoltà legate all'avvio delle attività, la risposta degli studenti che si rivolsero al nuovo ateneo fu subito rilevante. La facoltà di maggior richiamo si rivelò Medicina, passata dai 360 studenti del 1925-26 ai 1330 del 1936-37; Giurisprudenza, sulla quale si erano inizialmente indirizzate le maggiori preferenze, con 623 iscritti nel 1925-26, raggiunse una punta di 801 iscritti nel 1931-32, stabilizzandosi in seguito sulle 600 unità. Nel 1932 entrò a far parte dell'ateneo l'Antica Scuola di Veterinaria, che, come Facoltà di Medicina veterinaria, figurò quell'anno con 81 iscritti, saliti a 145 nel 1939-40. Tre anni più tardi fu la volta dell'Istituto superiore di Agraria, divenuto anch'esso facoltà, con 144 iscritti saliti a 191 alla vigilia della guerra. Entrambe le nuove facoltà vennero insediate a Città Studi, in via Celoria.
Alla metà degli anni trenta gli studenti iscritti alle sei Facoltà dell'Università degli Studi assommavano a 3 017, a cui si aggiungevano i 366 che facevano capo ai corsi di perfezionamento e alle scuole di ambito medico. Alla stessa data, per avere un termine di confronto con gli altri atenei cittadini, gli studenti dell'Università Cattolica erano 2 301, quelli del Politecnico 1 117 e 848 quelli della Bocconi. Per la Statale, l'incremento più sensibile nel quindicennio che precedette lo scoppio della seconda guerra mondiale riguardò Scienze, che nel 1939 registrava 624 studenti iscritti, superando sia Lettere e filosofia sia Giurisprudenza.
A fronte della considerevole crescita dell'ateneo, il problema degli spazi si ripropose in termini allarmanti agli inizi degli anni quaranta. Tramontata ancora una volta l'ipotesi del trasferimento delle facoltà umanistiche alla Ca' Granda, si ritornò all'idea originaria di Mangiagalli di far confluire anche queste due strutture in nuovi edifici da costruirsi a Città Studi, ma il progetto rimase sulla carta. Alla vigilia della guerra, le facoltà di Lettere e di Giurisprudenza vivevano una situazione di grave carenza strutturale, non disponendo degli spazi necessari per integrare l'attività didattica con esercitazioni, seminari ed istituti forniti di dotazioni adeguate. Né si trovava in acque migliori la Facoltà di Scienze, costretta a far convivere in ambienti del tutto insufficienti istituti con indirizzi di studio fra loro assai differenziati.

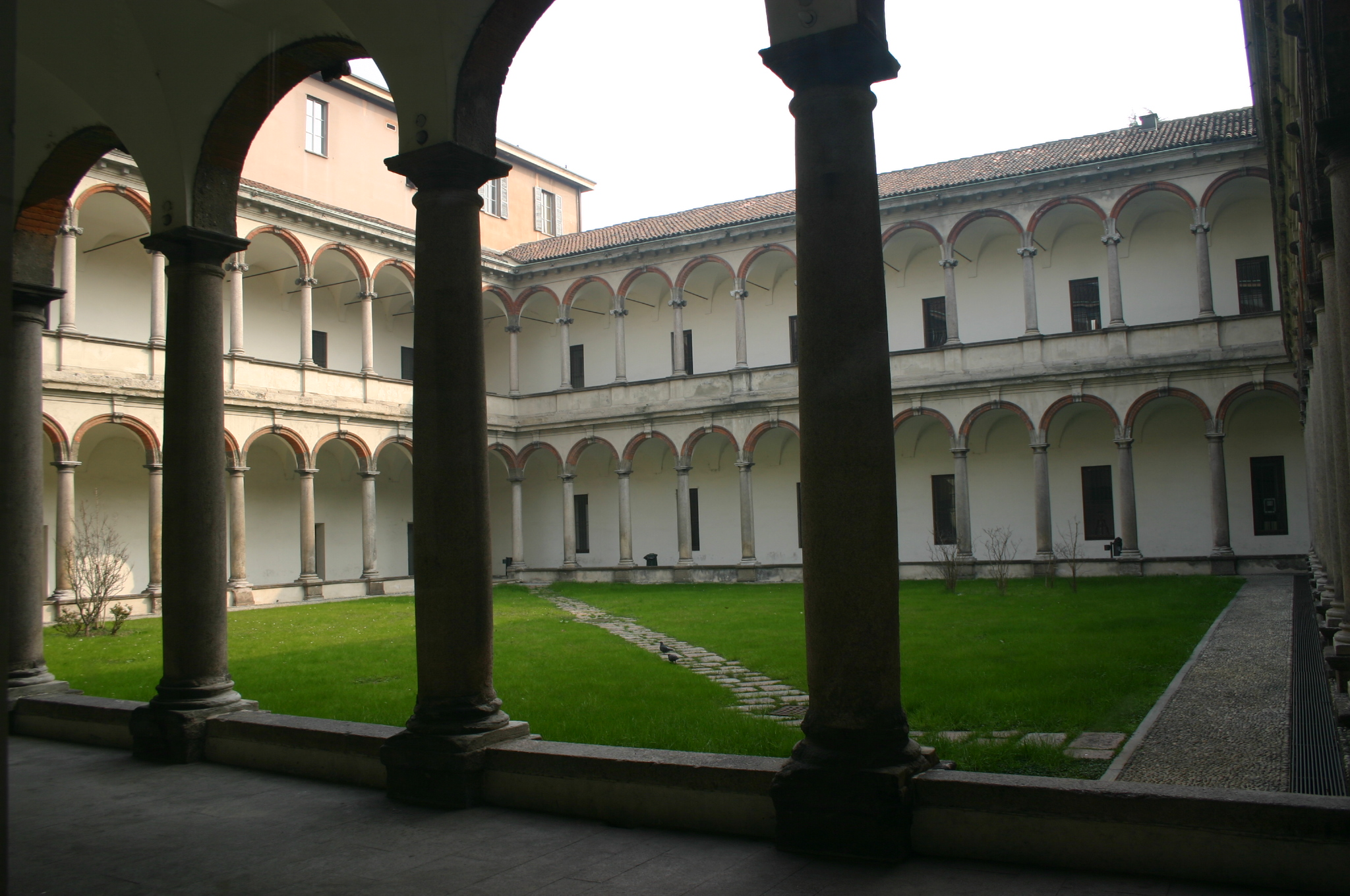
Chiostro del Settecento
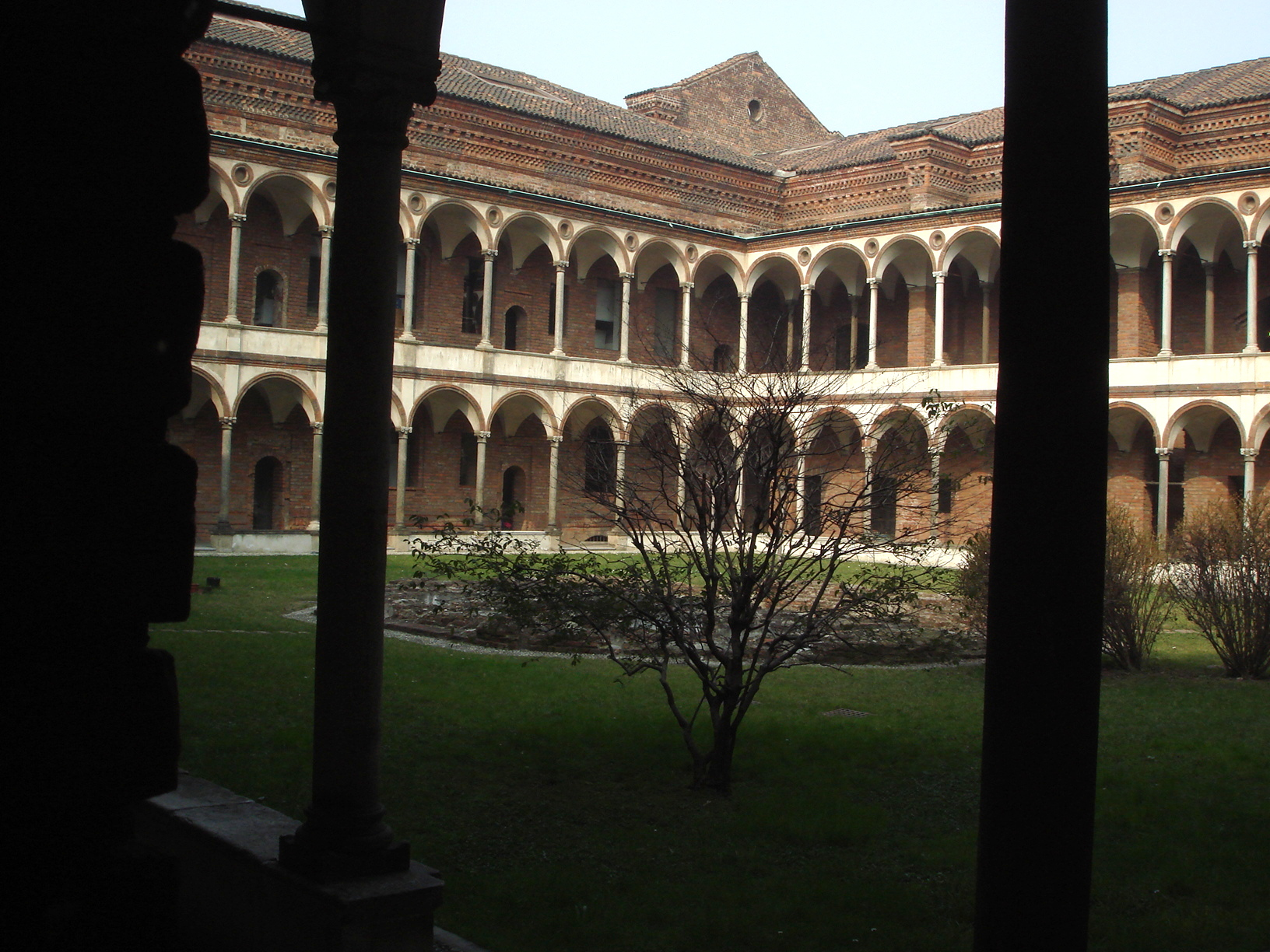
Chiostro dei Bagni
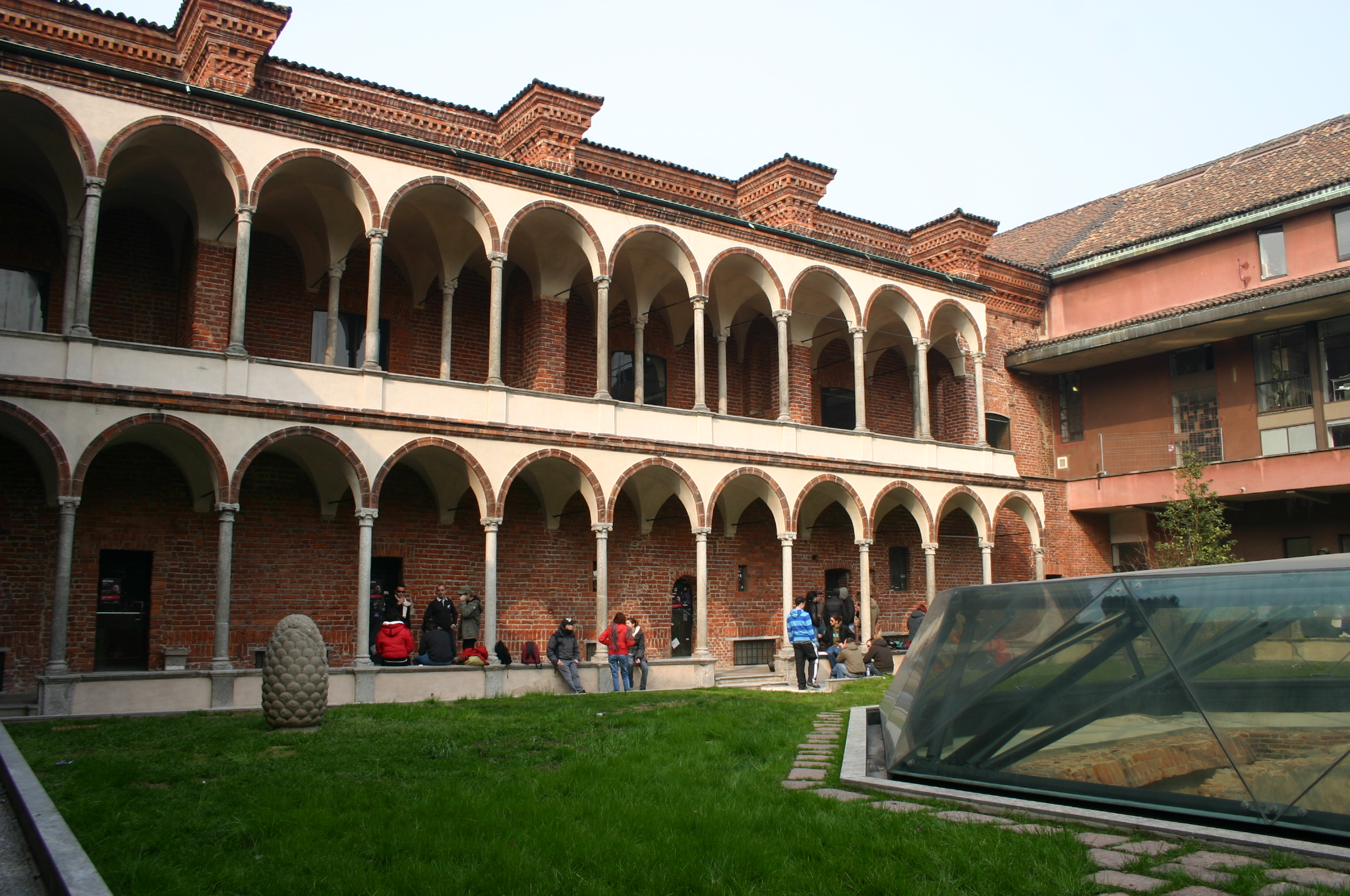
Chiostro della Ghiacciaia
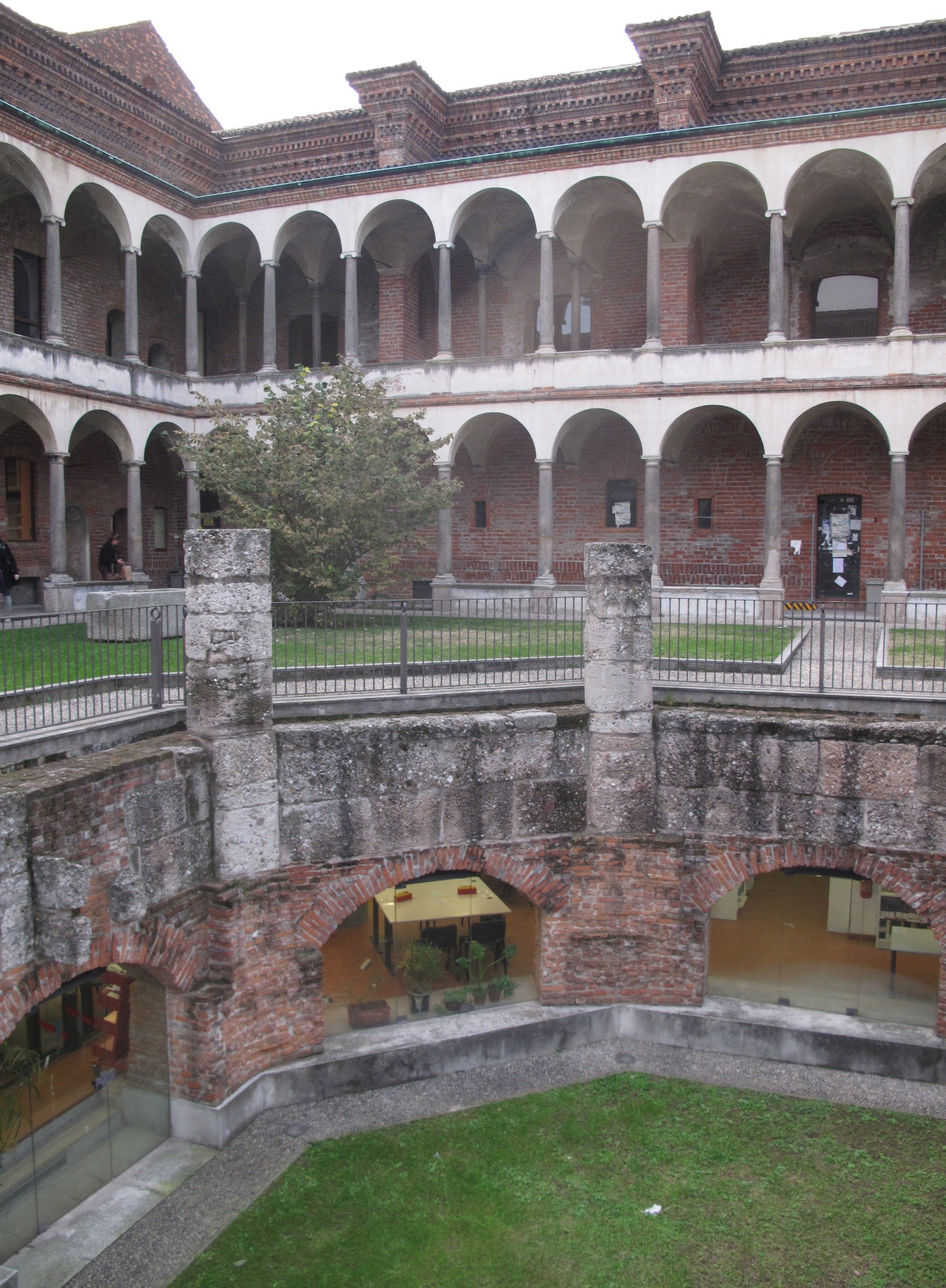
Chiostro della Legnaia
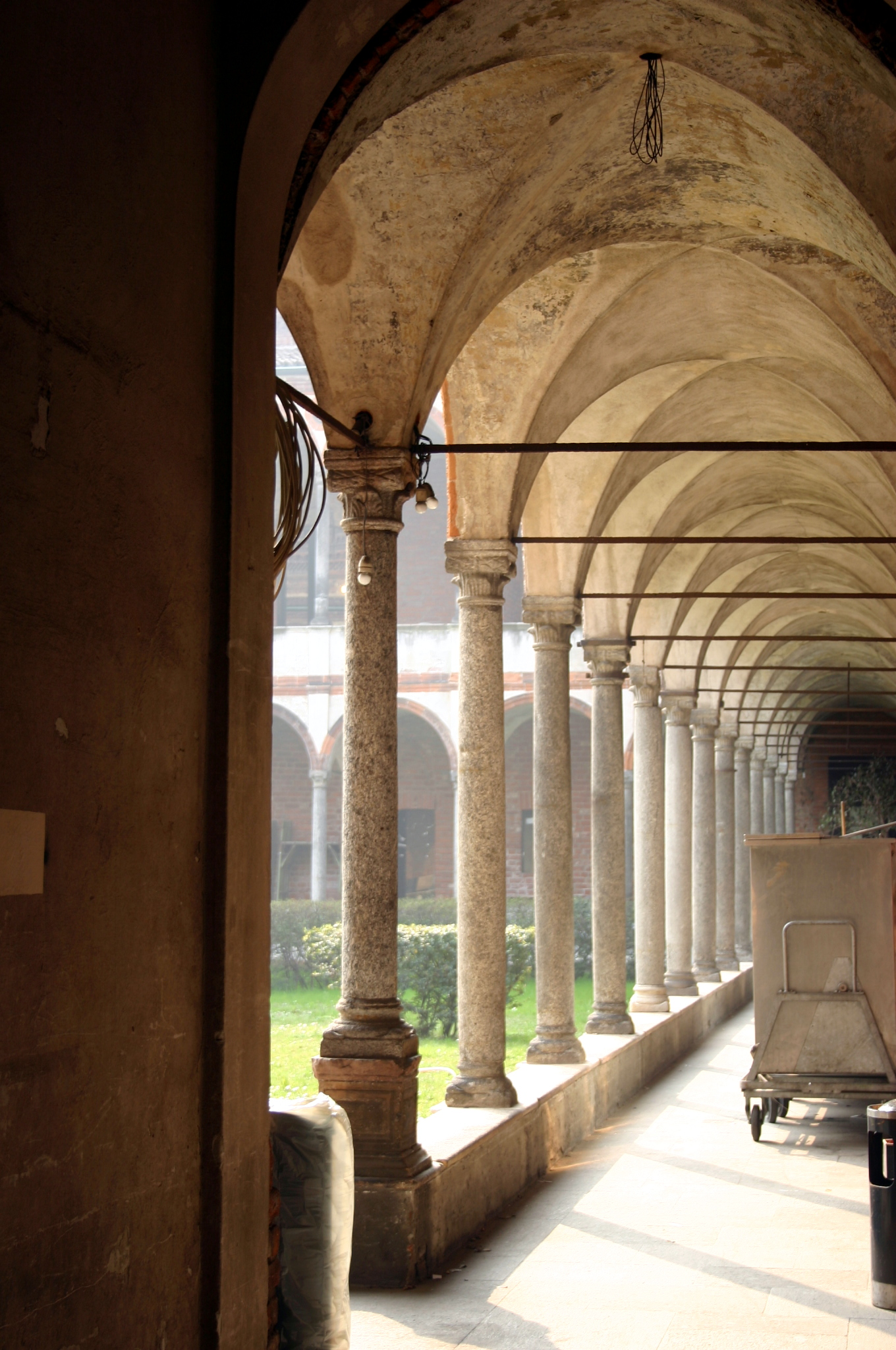
Passaggio per il Chiostro della Farmacia
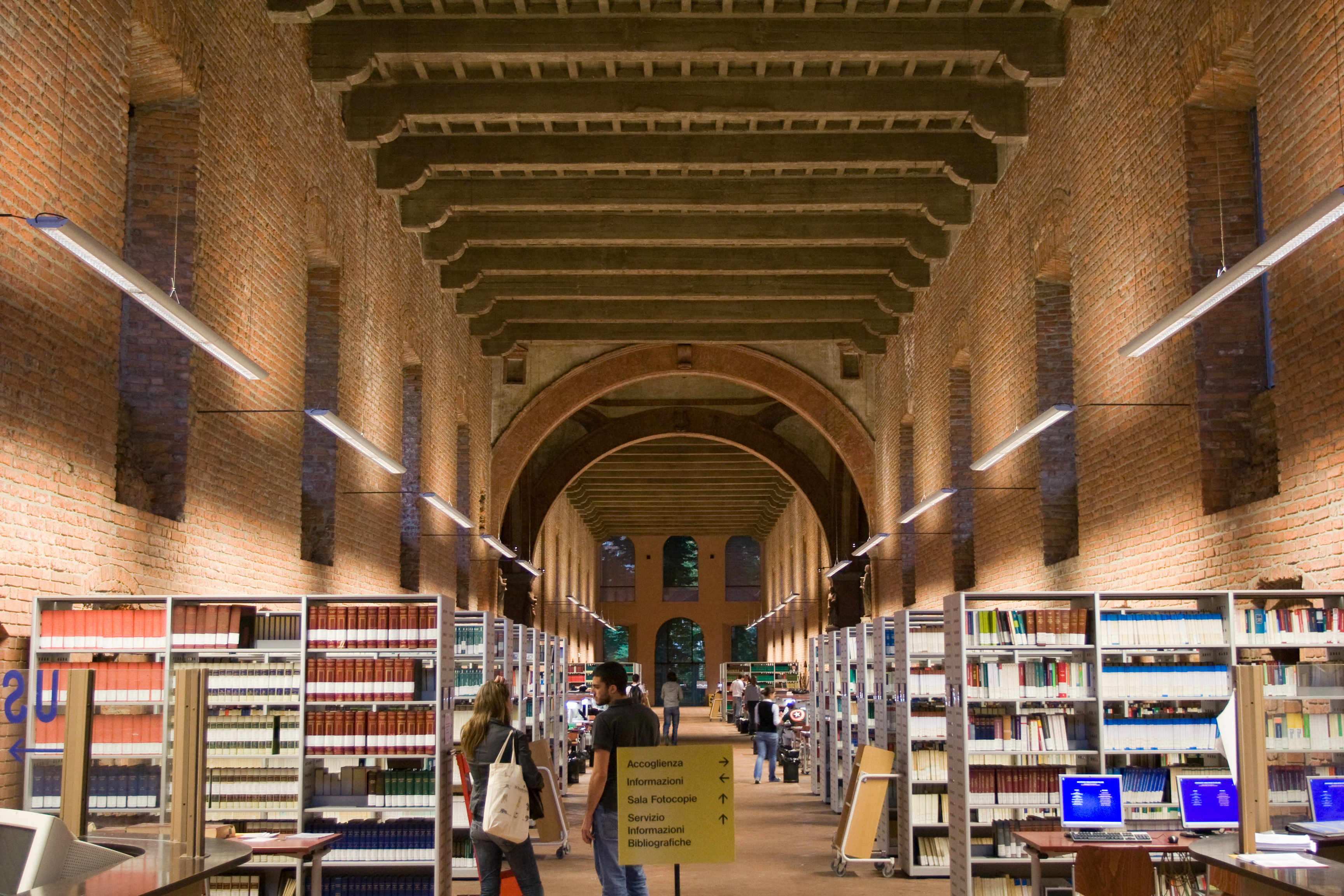
La sala Crociera della Biblioteca Centrale
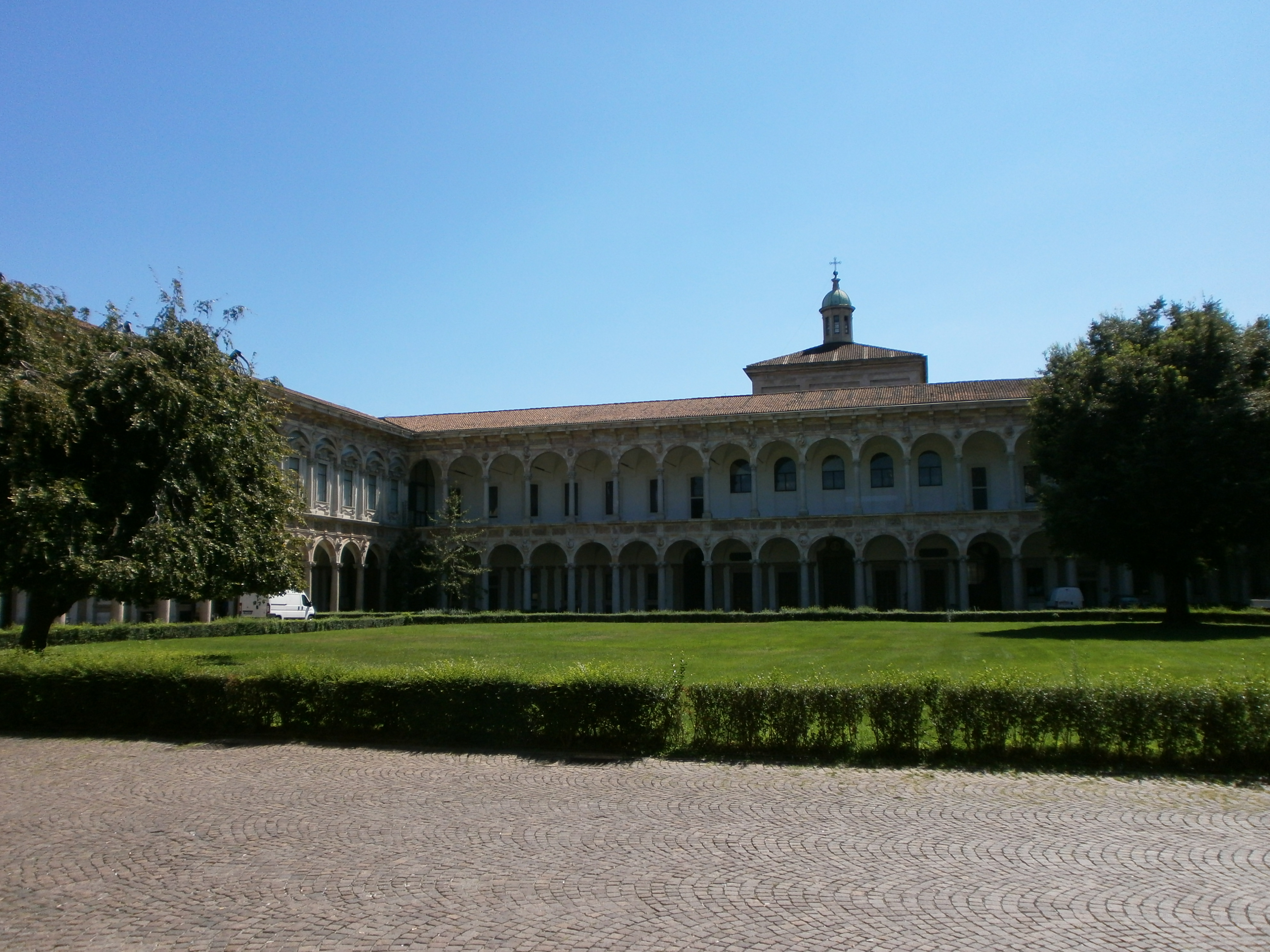
Chiostro maggiore

### Dal dopoguerra agli anni dell'università di massa

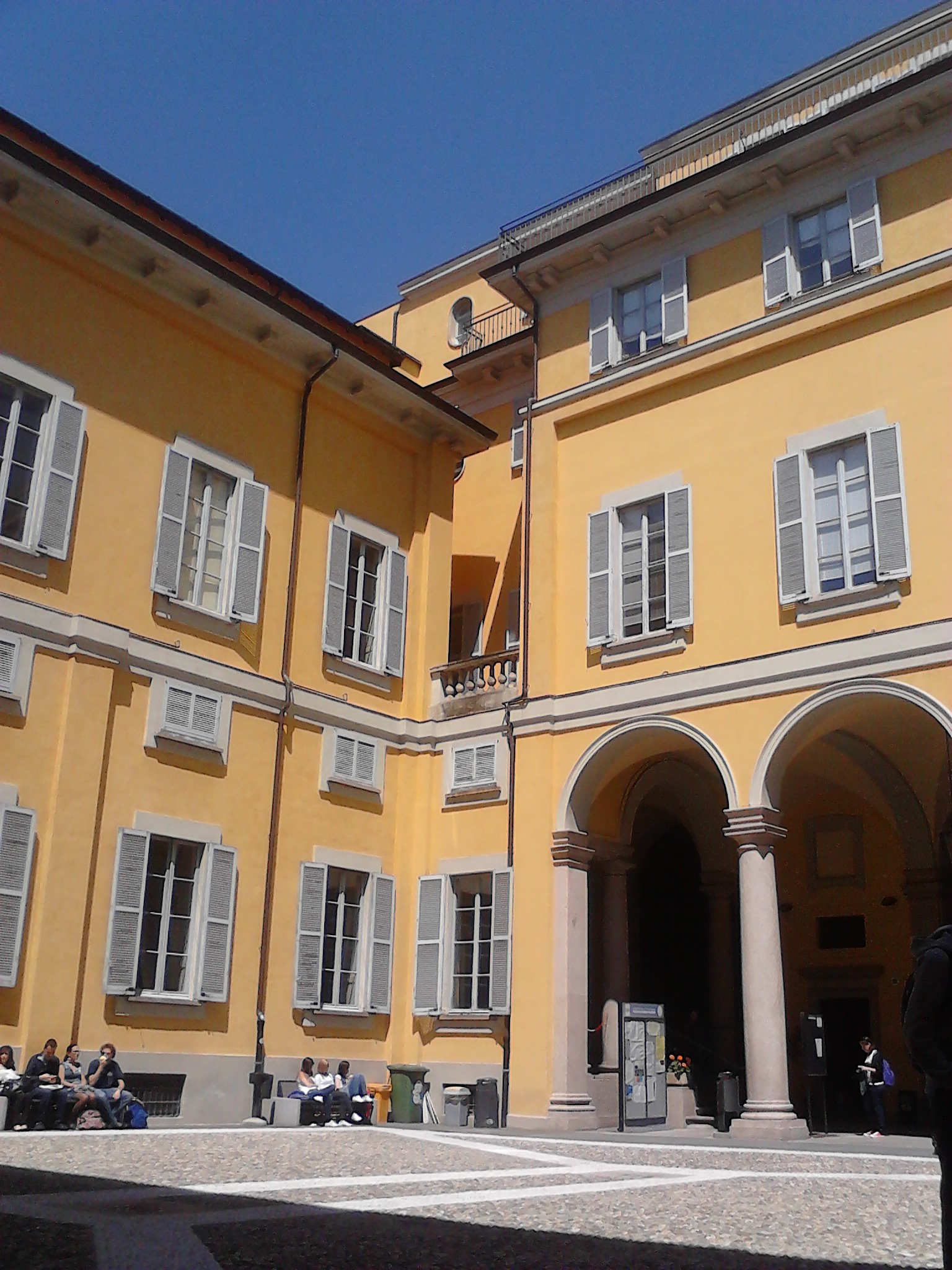
Palazzo Resta Pallavicino, facoltà di Scienze Politiche, Economiche e Sociali

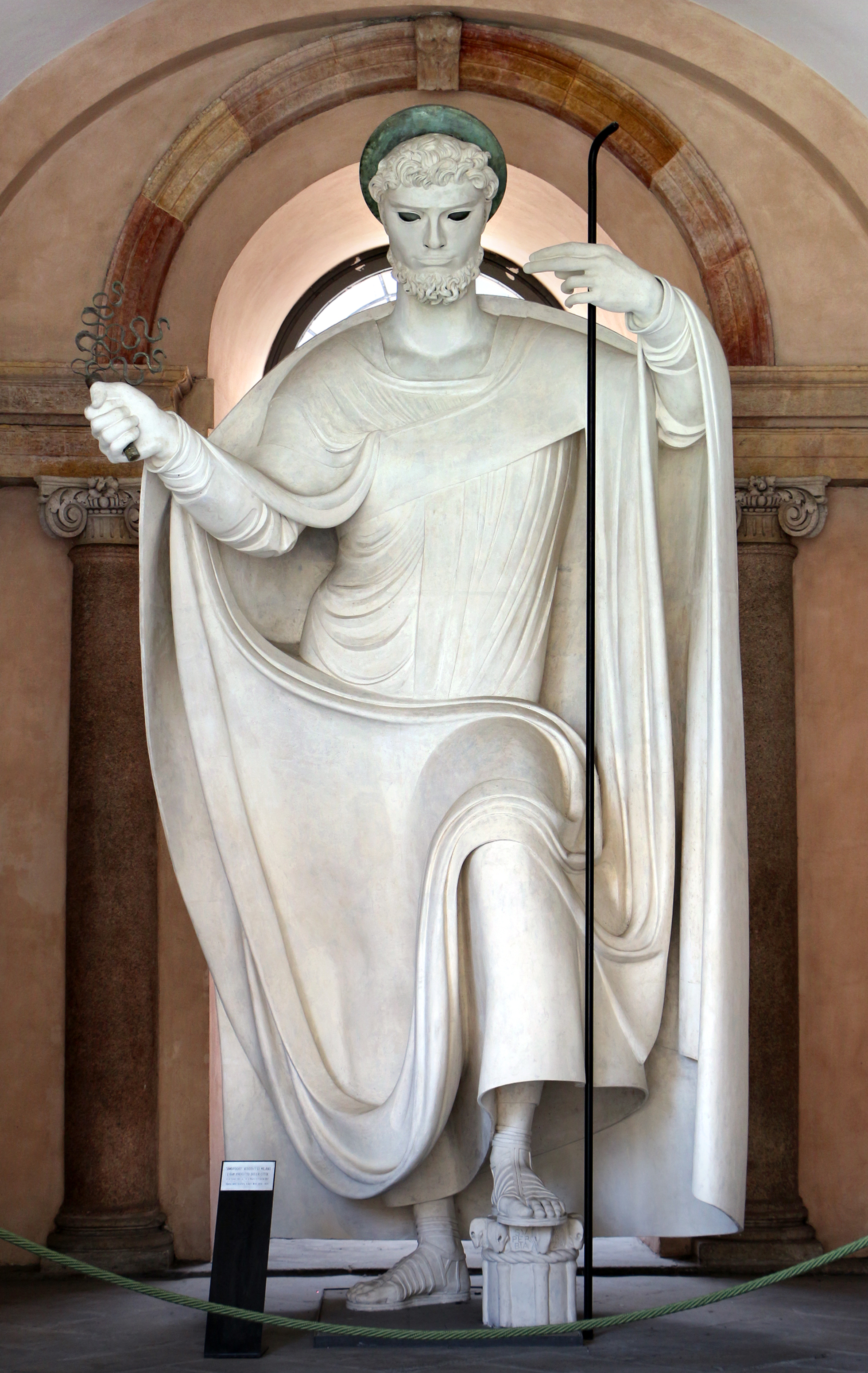
Statua di Sant'Ambrogio nel chiostro maggiore (Adolfo Wildt)

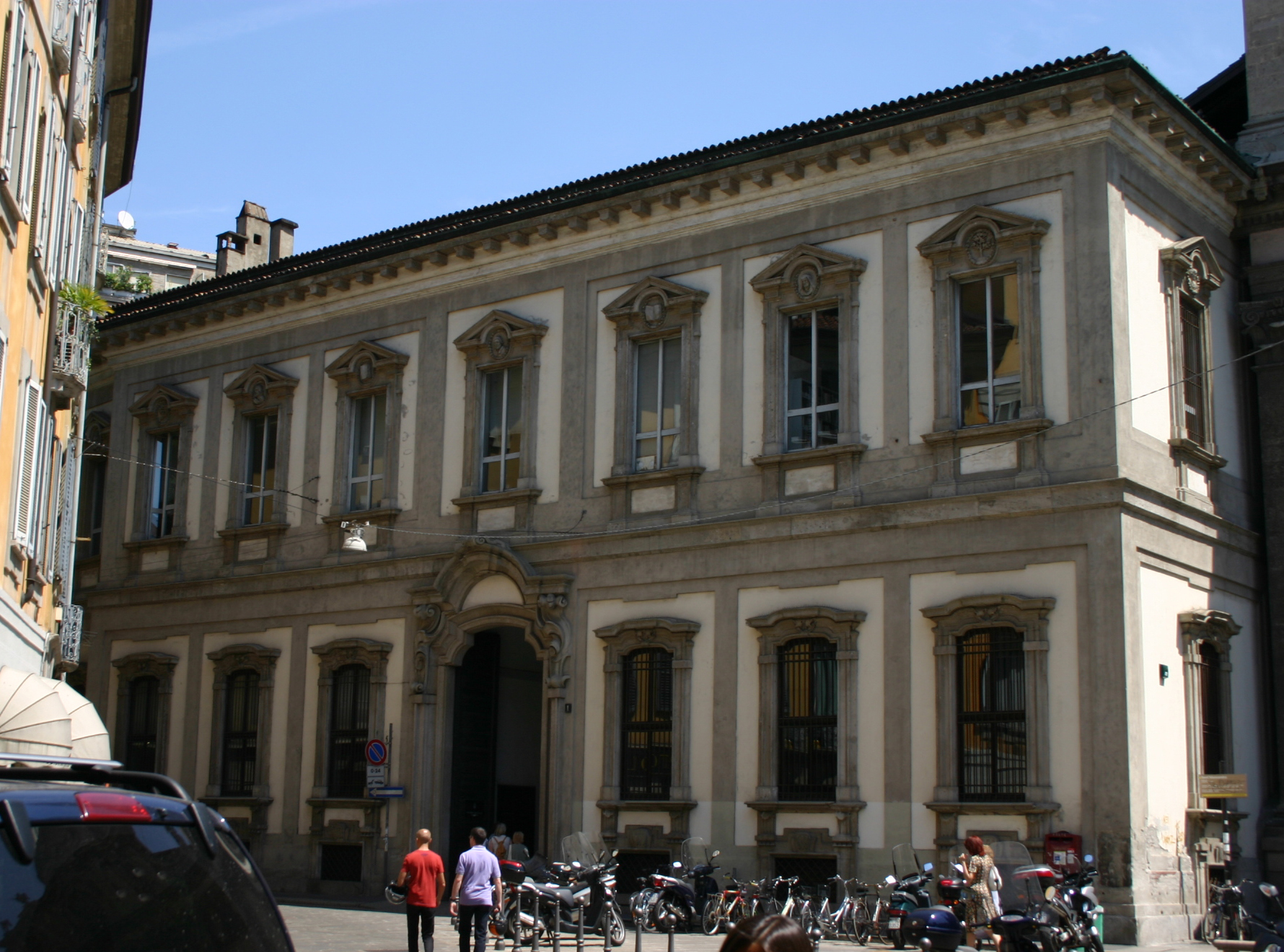
Collegio Sant'Alessandro, sede dei corsi di Lingue e Letterature Straniere

Gli stessi problemi di carattere logistico si ripresentarono, in condizioni generali sensibilmente peggiorate, all'indomani del conflitto. I bombardamenti del 1943 avevano reso inagibili gli edifici che ospitavano le due facoltà di Lettere e di Giurisprudenza, che furono obbligate a trovare una sistemazione provvisoria nel Collegio delle Fanciulle di via Passione. Anche se la decisione di assegnare alle due facoltà umanistiche e al rettorato la Ca' Granda venne finalmente formalizzata, i tempi si prospettavano lunghi: gli ingenti danni riportati dall'ospedale sforzesco in seguito ai bombardamenti angloamericani avrebbero infatti richiesto un lavoro di restauro molto laborioso, iniziato solo nel 1951.
Compatibilmente con le risorse di bilancio e con i mezzi messi a disposizione dal Ministero dei Lavori pubblici, nel corso degli anni cinquanta proseguirono i lavori di recupero e ampliamento delle strutture, di cui si giovarono soprattutto gli istituti di Città Studi, di interesse delle facoltà di Medicina, Scienze, Agraria e Medicina veterinaria. Gli investimenti più cospicui furono riservati a Scienze, con le nuove costruzioni riservate alla geologia, alla botanica, alla zoologia, alla genetica e alla fisica: per quest'ultima venne progettato alla fine del decennio un edificio interamente nuovo su un'area concessa dal Comune tra via Ponzio e via Celoria.
Il segno dell'avvenuta conclusione della lunga fase di ricostruzione postbellica fu il trasferimento, nel 1958, del rettorato, degli uffici e delle due facoltà di Giurisprudenza e di Lettere e filosofia nella nuova sede di via Festa del Perdono, alla Ca' Granda. Il restauro aveva riguardato per il momento l'ala settentrionale sette-ottocentesca e una parte dei corpi contigui al grande cortile centrale: negli spazi che vi vennero ricavati trovarono posto l'aula magna, gli uffici e il nuovo settore didattico, tanto ampio da apparire, per quei tempi, addirittura esagerato per le esigenze delle due facoltà umanistiche. Attendevano ancora una sistemazione definitiva le biblioteche, le segreterie studenti e gli istituti delle facoltà, per i quali si sarebbe dovuto aspettare che avanzassero i lavori di recupero dell'ala più antica, affidati a Liliana Grassi, docente di restauro presso il Politecnico.
Mentre proseguivano i lavori nell'edificio di via Festa del Perdono, nel 1957 fu costituito il nuovo corso di laurea in Lingue e letterature straniere presso la Facoltà di lettere.
Malgrado questi miglioramenti, restavano le difficoltà per quanto riguardava l'entità del corpo docente, che continuava ad essere sottodimensionato rispetto alle richieste, e si aggravavano i problemi per le strutture cliniche di cui usufruiva la facoltà medica, ormai compresse e sacrificate entro l'area del Policlinico, che i piani urbanistici di quegli anni destinavano d'altronde a diversi usi, e a maggior ragione dunque bisognose di trovare sistemazione in altre aree della città.
Con gli anni sessanta, per effetto dell'estensione dell'obbligo scolastico e della successiva liberalizzazione degli accessi e, più in generale, delle migliorate condizioni economiche complessive del paese, le immatricolazioni alle università italiane conobbero un progressivo e sempre più vistoso incremento. Ampiamente coinvolta nel processo in atto, l'Università degli Studi di Milano passò dai 7 461 iscritti del 1959 ai quasi 20 000 del 1969-70. Da quel momento, anche sullo sfondo della contestazione studentesca e delle ulteriori suggestioni che questa alimentava, la tendenza si fece via via più intensa e accelerata, fino alla punta dei 63 642 iscritti nel 1978-79.
Gli anni della contestazione, che dal marzo 1968 investì l'Università degli Studi di Milano con particolare intensità ed effetti che si prolungarono notevolmente nel tempo, furono per l'ateneo un periodo di notevoli realizzazioni e di scelte significative, determinanti per lo sviluppo successivo.
Oltre all'avvio e al potenziamento dei rapporti di collaborazione con gli enti nazionali di ricerca (dal CNR all'INFN), nel corso degli anni settanta si provvide ad ampliare notevolmente le strutture sanitarie a disposizione per la formazione dei giovani medici, mediante specifiche convenzioni stipulate con otto poli ospedalieri, di cui cinque a Milano. Si promosse un consistente ampliamento dell'offerta didattica, con nuove facoltà (Farmacia e Scienze politiche furono create nel 1970) e nuovi corsi di laurea, si moltiplicò il numero delle scuole di specializzazione e dei centri di studio e di ricerca, mentre a partire dal 1984, sotto il rettorato di Paolo Mantegazza, si dava via libera a un primo nucleo di dipartimenti, soprattutto di area scientifica.
Erano intanto continuate le realizzazioni sul fronte dell'acquisizione di nuovi spazi: a Città Studi proseguì l'ampliamento del settore didattico di via Celoria e si diede avvio alla costruzione del grande edificio per i dipartimenti biologici su progetto dell'architetto Vico Magistretti. In vari casi, anche per le iniziative maggiori, si fece ricorso a spazi presi in locazione: fu acquisito con questa modalità palazzo Resta Pallavicino in via Conservatorio (poi acquistato nel 1997), destinato a Scienze politiche e che tuttavia si sarebbe ben presto rivelato insufficiente a contenere il complesso delle esigenze della nuova facoltà.
L'ottenimento di un cospicuo finanziamento nell'ambito del Fondo di investimenti per l'occupazione permise di ampliare ulteriormente gli spazi di Città Studi e di avviare la realizzazione di due importanti settori didattici e di ricerca per la Facoltà di Medicina (uno presso l'Ospedale Sacco e l'altro presso il San Raffaele). Negli anni successivi si sarebbe trovato il modo di portare a compimento il restauro dell'edificio di piazza Sant'Alessandro per Lettere, di acquisire in affitto per l'Informatica un edificio in via Comelico e di provvedere alle necessità degli uffici amministrativi con la locazione di Palazzo Greppi, in via Sant'Antonio.
I maggiori investimenti negli anni 2000 sono andati alle nuove sedi di via Noto (per la facoltà di lettere e il centro APICE), Sesto San Giovanni (come sfogo di scienze politiche, sede di un corso interfacoltà e vari uffici) e via Condino (per l'incubatore d'impresa della Fondazione Filarete), e secondariamente, in collaborazione con gli enti locali, di Crema (informatica) e Lodi (veterinaria).
Il 18 aprile 2024 è stata eletta rettrice dell'Università Marina Brambilla, fino ad allora Prorettrice per i servizi per la didattica e i servizi, prima donna a ricoprire tale incarico.

### Ex scuole confluite nell'Università
L'Università degli Studi di Milano, nel 1924, è nata dall'accorpamento di varie e prestigiose Accademie e Istituti milanesi che hanno costituito le fondamenta per le prime facoltà accademiche.
- Accademia scientifico-letteraria di Milano – facoltà di studi umanistici e giurisprudenza;
- Istituti clinici di perfezionamento – facoltà di medicina e chirurgia;
- Scuola superiore di agricoltura di Milano – facoltà di scienze agrarie e alimentari;
- Scuola superiore di veterinaria – facoltà di medicina veterinaria;
- Istituto di fisica complementare - Dipartimento di fisica.

## Struttura
L'università è organizzata in otto facoltà e due scuole.
Facoltà
- Giurisprudenza
- Medicina e chirurgia
- Medicina veterinaria
- Scienze agrarie e alimentari
- Scienze del farmaco
- Scienze politiche, economiche e sociali
- Scienze e tecnologie
- Studi umanistici

Scuole
- Scienze della mediazione linguistica e culturale
- Scienze motorie e sportive

## Sedi
La sede principale dell’Università degli Studi di Milano si trova nel centro di Milano in via Festa del Perdono, 7 nello storico edificio della Ca' Granda. Le sedi didattiche, gli uffici e le strutture sono distribuiti sul territorio milanese e lombardo.
Campus Milano centro
- via Festa del Perdono
- via Colombo
- via Conservatorio
- via Kramer
- via Noto
- piazza Sant'Alessandro
- via Sant'Antonio
- via Santa Sofia
- via Francesco Sforza
- via Pace

Campus Città studi
- via Balzaretti
- via Celoria
- via Colombo
- via Golgi
- via Mangiagalli
- via Saldini
- via Vanvitelli

Sedi fuori Milano
- Edolo
- Lodi
- Sesto San Giovanni
- Segrate

### Poli ospedalieri
La facoltà di Medicina e Chirurgia, avendo bisogno di strutture sanitarie di riferimento, oltre alle strutture in Città studi ha i suoi settori didattici presso le seguenti strutture ospedaliere milanesi (e altre in altri centri della Regione Lombardia):
- Fondazione IRCCS Ca' Granda Ospedale Maggiore Policlinico
- Ospedale "San Paolo"
- Ospedale "Luigi Sacco"
- IRCCS Policlinico San Donato
- Ospedale "San Giuseppe"
- Istituto Ortopedico Gaetano Pini
- IRCCS Centro Cardiologico Monzino
- Fondazione IRCCS Istituto nazionale dei tumori
- IRCCS Istituto Ortopedico Galeazzi
- IRCCS "Santa Maria Nascente"
- Campus IFOM-IEO
- Ospedale "San Carlo Borromeo"
- Ospedale Niguarda Ca' Granda
- Ospedale "Fatebenefratelli"

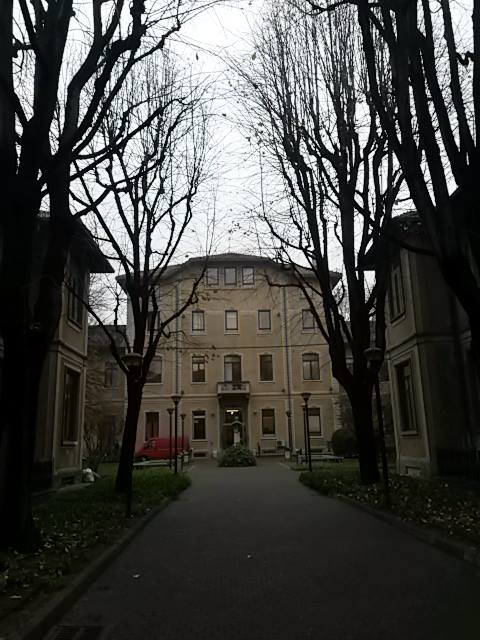
Facoltà di Scienze agrarie e alimentari
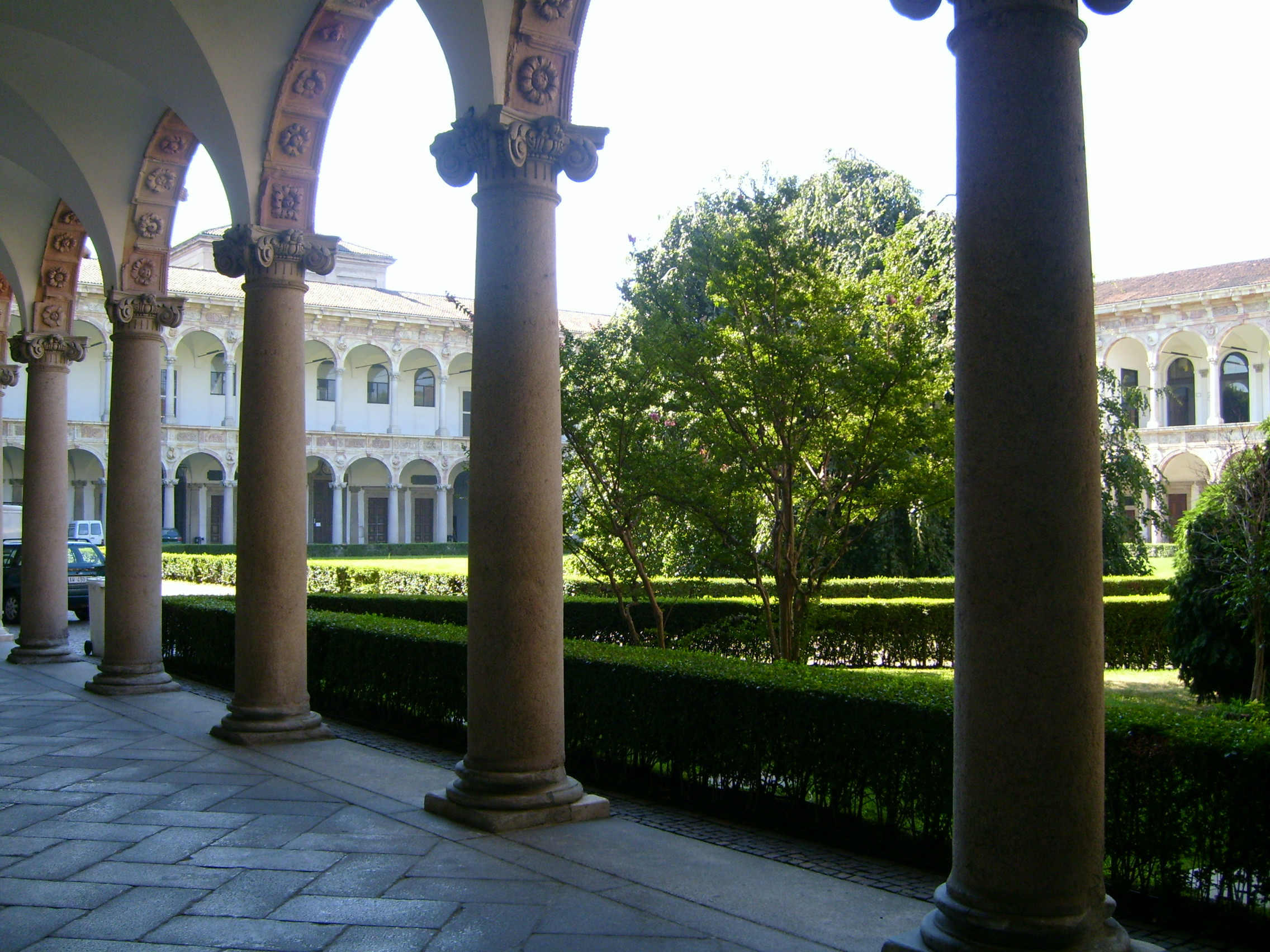
Chiostro maggiore della Ca' Granda
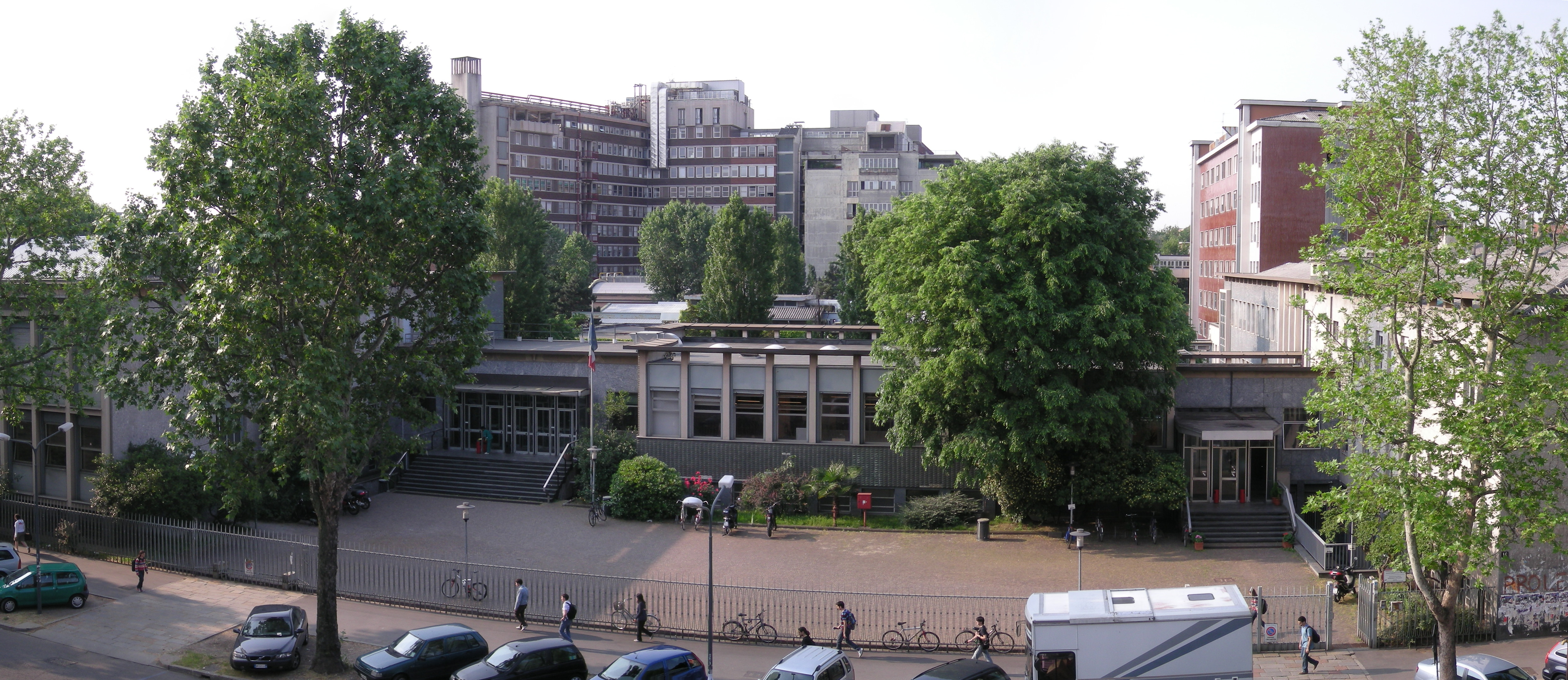
Città Studi, Dipartimento di Fisica
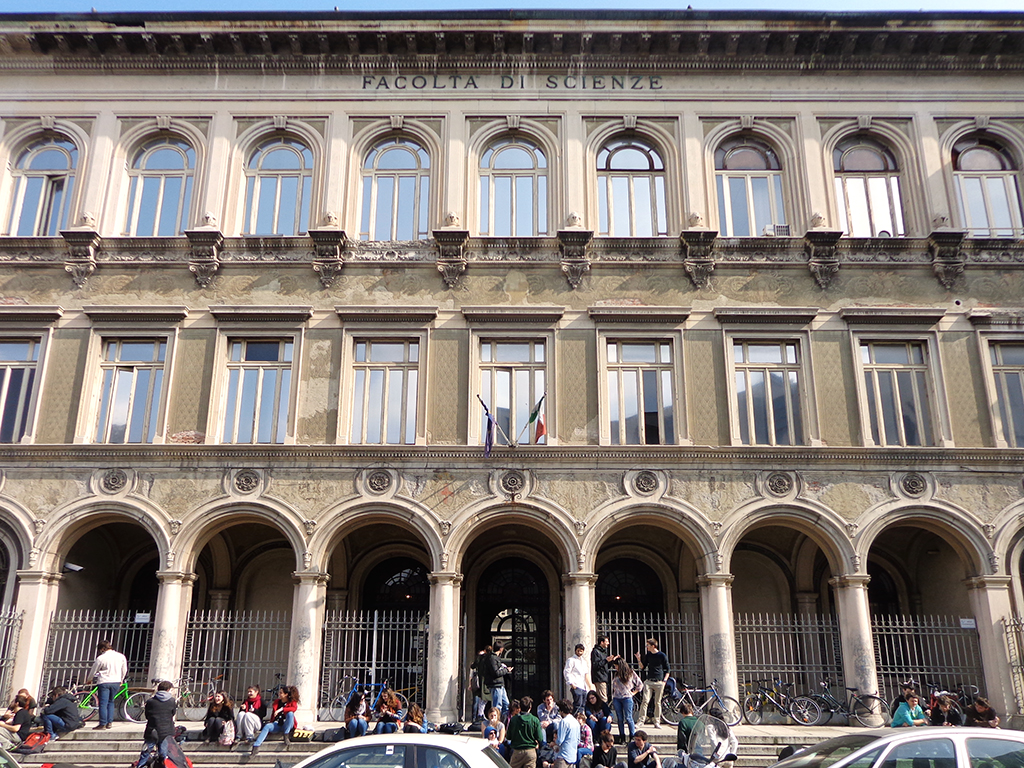
Città Studi, Dipartimento di Matematica
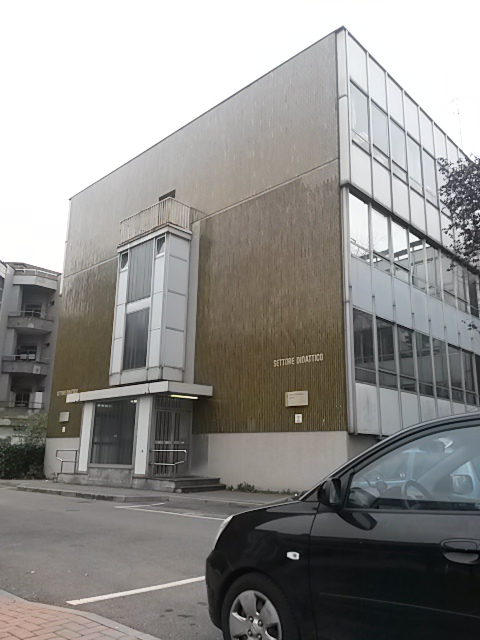
Città Studi, Settore didattico di via Celoria
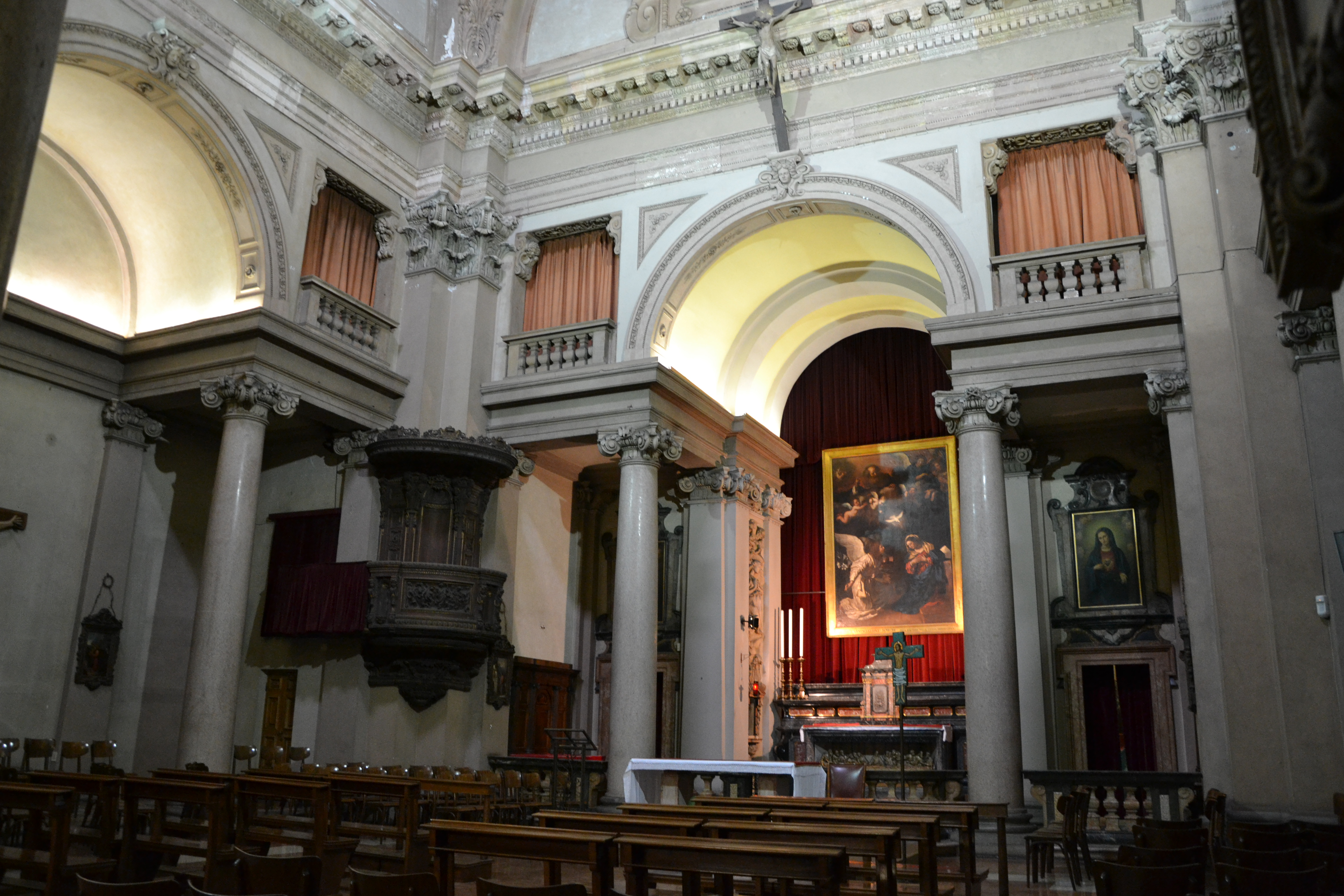
Cappella di Santa Maria Annunciata
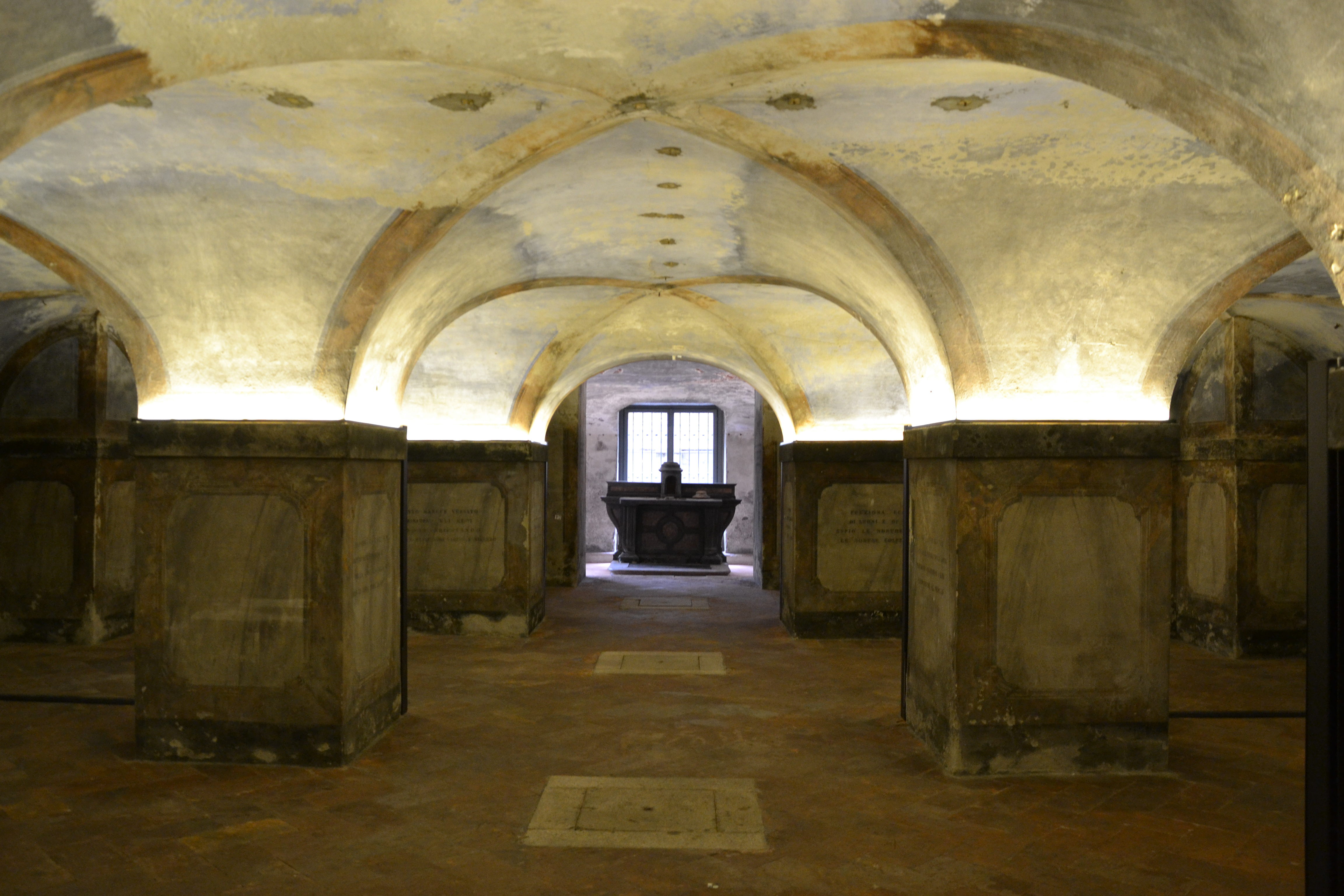
Cripta

## Editoria
L'Università degli Studi di Milano pubblica da prima del 2009 riviste in Open access, di cui una decina già accolte nella Directory of Open access journal. Gli ambiti di interesse scientifico sono diversi: per la linguistica e la filologia, ad esempio, Italiano LinguaDue e Carte romanze.

## Attività di ricerca e collaborazioni

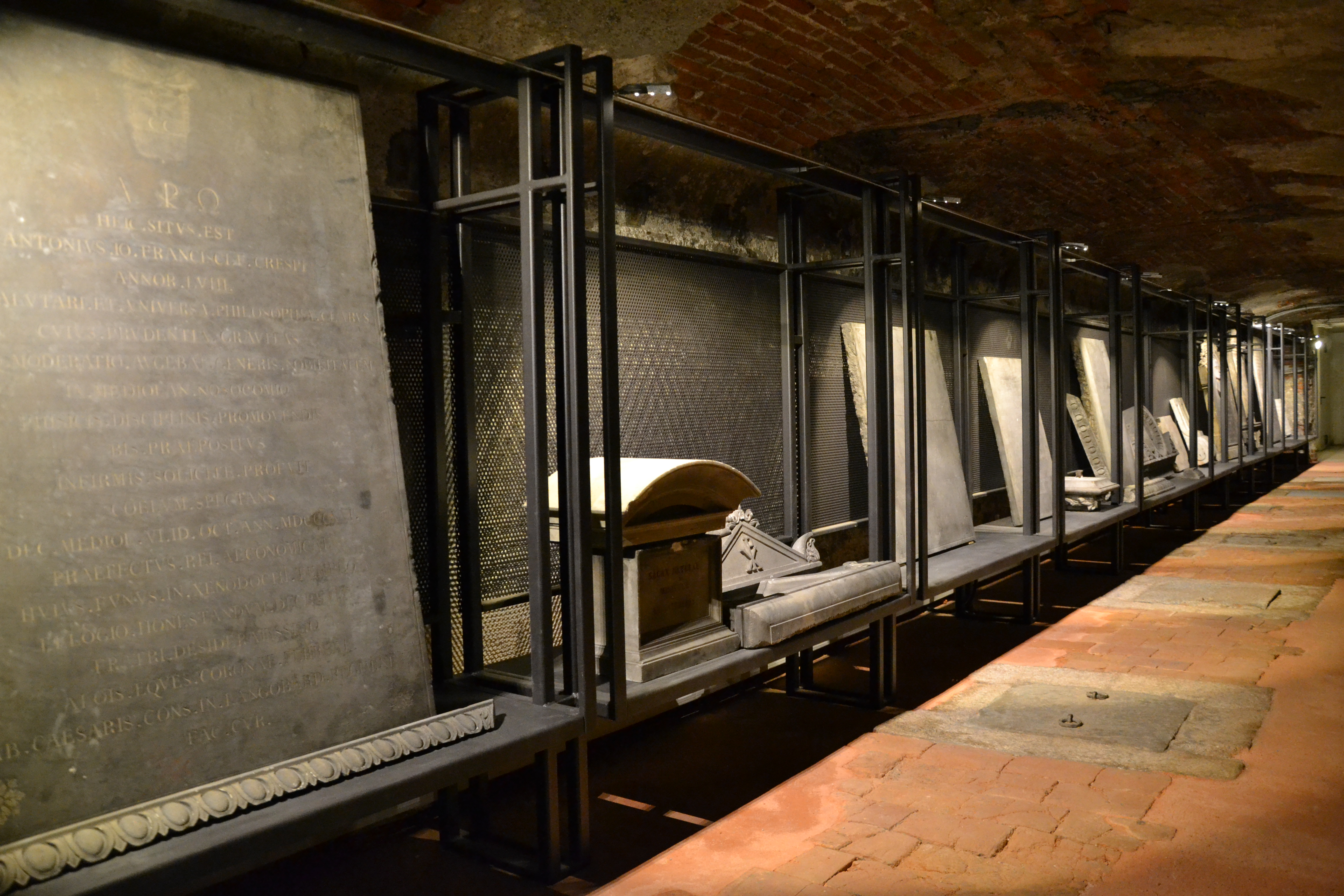
Museo della Ca' Granda nella cripta dell'Università degli Studi di Milano

Si segnalano in particolare: per la loro rilevanza economica il CTU (Centro di servizio per le tecnologie e la didattica universitaria multimediale e a distanza, fondato nel 1975 da Giovanni Degli Antoni come primo Centro Televisivo Universitario d'Italia) e il COSP (Centro di servizio di ateneo per l'orientamento allo studio e alle professioni); per la loro rilevanza culturale il centro APICE, il CALCIF, l'orchestra (fondata nel 2000), il coro accademico (fondato nel 1990) e l'Istituto Confucio.

## Identità visiva
Il logo, meglio definito secondo i termini presenti sul sito dell'Università come "marchio dell'Ateneo", è costituito da due elementi inscindibili: il marchio vero e proprio, ovvero l'immagine della dea Minerva, e il logotipo, ovvero la denominazione "Università degli Studi di Milano".
La dea Minerva, dea della guerra e della saggezza, è qui scelta come metafora della Sapienza. La dea si erge in piedi su un basamento, indossa il tradizionale chitone e il tipico elmo crestato; regge nella mano destra una lampada e in quella sinistra una lancia e un ramo d'ulivo. Sullo sfondo si vede chiaramente il profilo della Ca' Granda, sede dell'Ateneo. L'immagine è circondata dal logotipo, formulato però in latino come d'uso in alcune università italiane, che recita: "Universitas Studiorum Mediolanensis". La denominazione "Università degli Studi di Milano" è riportata in carattere tipografico Garamond. Tale denominazione costituisce parte integrante del logo e secondo le indicazioni del sito dell'Università non può per nessun motivo venire modificata (variandone il carattere o la dimensione) od omessa.
Cronologia delle modifiche
- Il logo inizialmente derivò da quello raffigurato su una medaglia del 1924: rappresentava la dea Minerva con il Duomo di Milano, il Castello Sforzesco e la Ca' Granda sullo sfondo
- Nel 1954 fu aggiunto il ramo d'ulivo, prima assente, nella mano della dea.
- Nel 2004 il logo subì un primo restyling: i soggetti rimasero inalterati, ma la forma da ovale divenne rotonda.
- Nel 2005 il logo fu ridisegnato: i soggetti sono più dettagliati e meglio caratterizzati.
- Nel 2010, vengono rimossi dallo sfondo il Duomo e il Castello, considerato il legame sempre più forte tra l'università e la Ca' Granda.

## Rettori

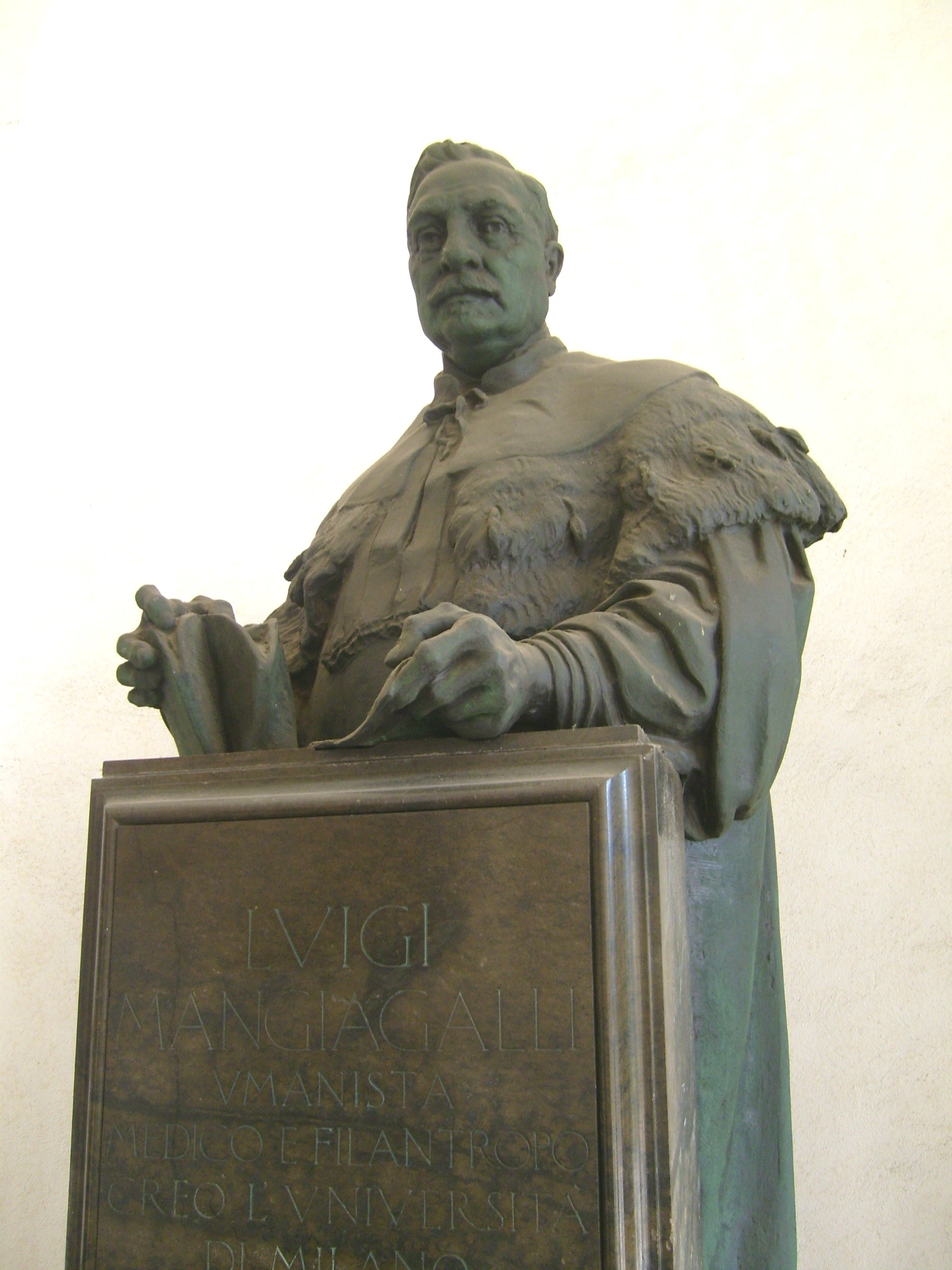
Busto togato del primo Magnifico Rettore, Luigi Mangiagalli

- Luigi Mangiagalli (ottobre 1923 – novembre 1926)
- Baldo Rossi (dicembre 1926 – novembre 1930)
- Ferdinando Livini (dicembre 1930 – ottobre 1935)
- Alberto Pepere (novembre 1935 – luglio 1940)
- Uberto Pestalozza (settembre 1940 – agosto 1943, come commissario da ottobre 1942 ad agosto 1943)
- Aurelio Candian (settembre 1943)
- Giuseppe Menotti De Francesco (ottobre 1943 – maggio 1945)
- Mario Rotondi (prorettore) (maggio – settembre 1945)
- Gian Piero Bognetti (prorettore) (settembre – ottobre 1945)
- Felice Perussia (ottobre 1945 – ottobre 1948)
- Giuseppe Menotti De Francesco (novembre 1948 – ottobre 1960)
- Caio Mario Cattabeni (novembre 1960 – ottobre 1966)
- Giovanni Polvani (novembre 1966 – ottobre 1969)
- Romolo Deotto (novembre 1969 – ottobre 1972)[26]
- Giuseppe Schiavinato (1972 – 1984)
- Paolo Mantegazza (1984 – 2001)
- Enrico Decleva (2001 – novembre 2012)
- Gianluca Vago (9 novembre 2012 – settembre 2018)[27]
- Elio Franzini (dal 1º ottobre 2018 - settembre 2024)[28]
- Marina Brambilla (dal 1º ottobre 2024)[29]